# Санту-Афонсу (Мату-Гросу)
Санту-Афонсу (порт. Santo Afonso) — муниципалитет в Бразилии, входит в штат Мату-Гросу. Составная часть мезорегиона Юго-центральная часть штата Мату-Гроссу. Входит в экономико-статистический микрорегион Алту-Парагуай. Население составляет 2162 человека на 2006 год. Занимает площадь 1169,503 км². Плотность населения — 1,8 чел./км².

## Статистика
- Валовой внутренний продукт на 2003 год составляет 18 782 802,00 реалов (данные: Бразильский институт географии и статистики).
- Валовой внутренний продукт на душу населения на 2003 год составляет 7558,47 реалов (данные: Бразильский институт географии и статистики).
- Индекс развития человеческого потенциала на 2000 год составляет 0,728 (данные: Программа развития ООН).